# 吳文元
吳文元（1431年—？），字善長，福建建寧府甌寧縣人，明朝政治人物。

## 生平
成化元年（1465年）乙酉科福建鄉試第八十九名。成化二年（1466年）聯捷丙戌科進士。官浙江按察副使，曾议海道便宜十事，切中时弊。升河南按察使。工诗文。

## 家族
曾祖父吳子安。祖父吳仲銘。父亲吳智，曾任國子助教。